# Ctenolepisma longicaudata

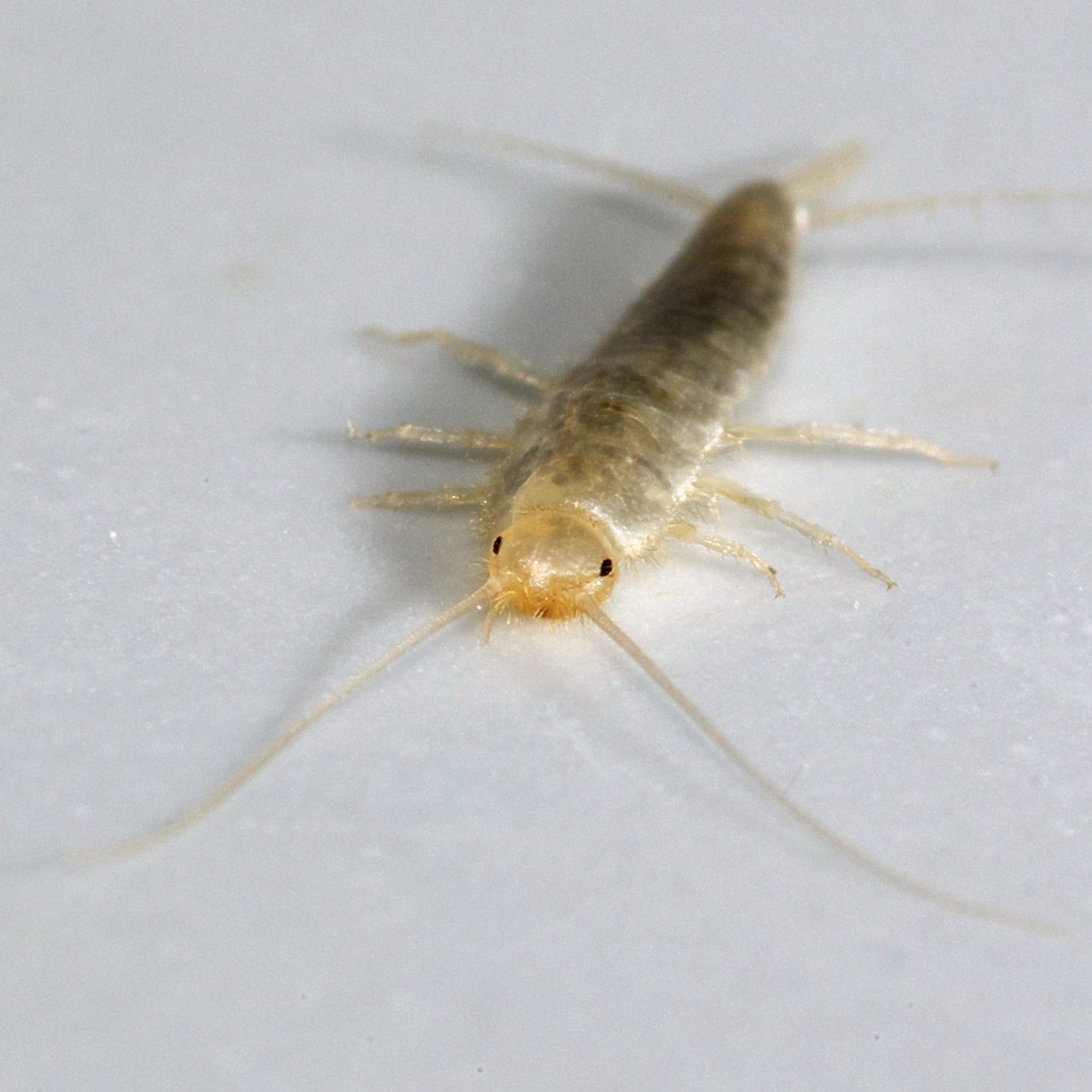

Ctenolepisma longicaudata, conocida generalmente como pececillo de plata de cola larga o pez plateado de cola larga, es una especie de la familia Lepismatidae. Se encuentra en el Caribe, América del Norte, Europa y América del Sur. Mide 15-19 mm.

## Ciclo de vida
La hembra pone los huevos en lotes de 2 a 20, colocándolos en las grietas; el primer estadio carece de setas (pelos) y escamas; las escamas aparecen en el 4 ° estadio, y los genitales en el 14 ° estadio; madurez sexual alcanzada en 2-3 años; el adulto puede mudar de 3 a 5 veces por año por otros 5 años.

## Otras lecturas
- Arnett, Ross H. Jr. (2000). American Insects: A Handbook of the Insects of America North of Mexico (2nd edición). CRC Press. ISBN 0-8493-0212-9.
- Mendes, Luís F. (1989). «Novos dados sobre os tisanuros (Microcoryphia e Zygentoma) da América do Norte». Garcia de Orta, Série Zoologia 16 (1–2): 171-193. ISSN 0870-0001.
- Mendes, Luís F. (2002). «Taxonomy of Zygentoma and Microcoryphia: historical overview, present status and goals for the new millennium». Pedobiologia 46 (3): 225-233. ISSN 0031-4056.
- Wygodzinsky, Pedro (1972). «A Review of the Silverfish (Lepismatidae, Thysanura) of the United States and the Caribbean Area». American Museum Novitates (2481): 1-26. ISSN 0003-0082.

- Datos: Q3921111
- Multimedia: Ctenolepisma longicaudata / Q3921111
- Especies: Ctenolepisma longicaudatum